# Godavari Bridge
Godavari Bridge ist die Bezeichnung dreier Eisenbahnbrücken unterschiedlichen Alters, die bei Rajamahendravaram im indischen Bundesstaat Andhra Pradesh die dort fast 3 km breite Godavari überqueren, den nach dem Ganges und Indus drittlängsten Strom des Indischen Subkontinents.

## Havelock Bridge (1900)

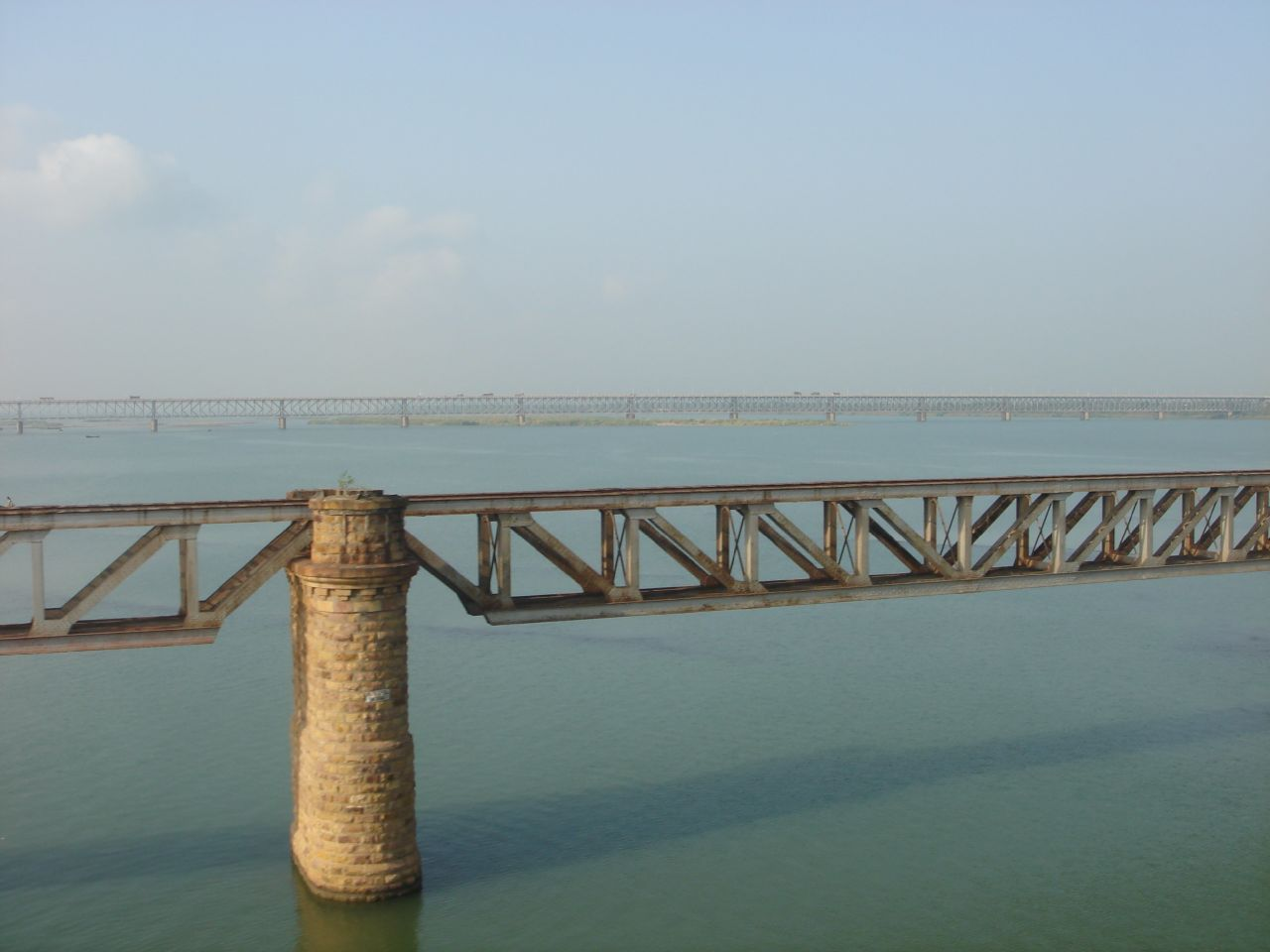
Havelock Bridge

Die Havelock Bridge oder auch nur Old Godavari Bridge ist die älteste der drei Brücken. Sie wurde zwischen 1897 und 1900 von Frederick Walton gebaut und nach Arthur Havelock benannt, dem scheidenden britischen Gouverneur von Madras.
Die eingleisige, insgesamt 2745 m lange Havelock Bridge besteht aus 56 stählernen, genieteten Fachwerkträgern mit obenliegender Fahrbahn, die zwischen den 55 Pfeilern aus Steinmauerwerk mit Achsabständen von 48,8 m (160 ft) eingehängt sind.
Die Havelock Bridge diente der Eisenbahnverbindung zwischen Madras, dem heutigen Chennai, und Howrah bzw. Kalkutta am anderen Ufer des Hooghly, über den es damals noch keine Brückenverbindung gab. Die Havelock Bridge wurde stillgelegt, als 1974 eine neue Brücke rund einen Kilometer stromabwärts eröffnet wurde. Ihre Zufahrtsgleise wurden abgebaut und der Grund und Boden anderweitig verwendet.
Die Brücke sollte zunächst verschrottet werden, 
nach öffentlichem Protest jedoch als Denkmal und Fußgängerbrücke erhalten werden. Eine endgültige Entscheidung stand 2014 jedoch noch aus.

## Godavari Bridge (1974)

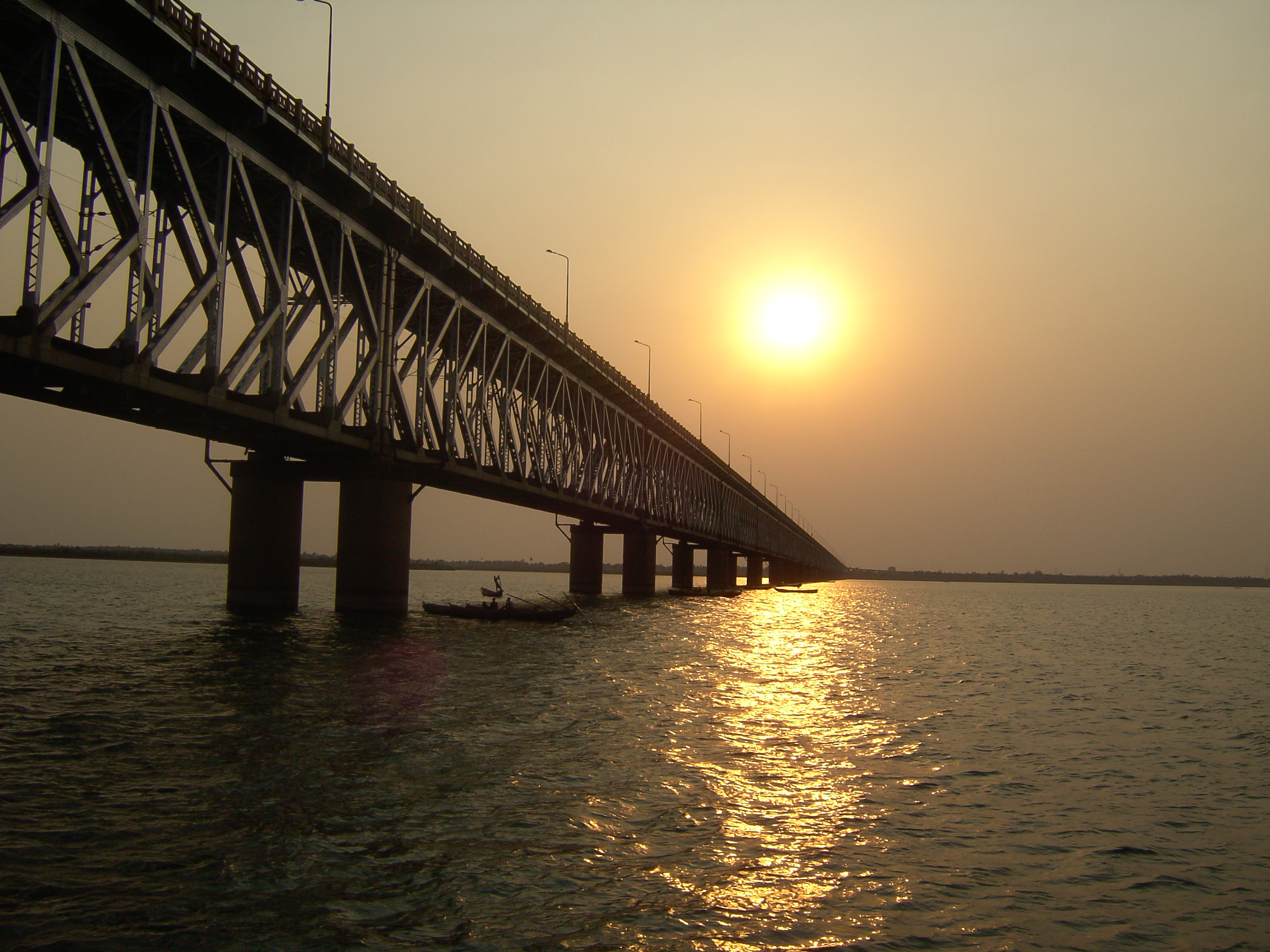
Godavari Bridge (1974)

Zur Entlastung der alten Godavari Bridge wurde Anfang der 1970er Jahre rund einen Kilometer stromabwärts eine weitere, diesmal doppelstöckige Fachwerkträgerbrücke gebaut, die 1974 eröffnet wurde. Im unteren Stockwerk befindet sich ein Eisenbahngleis, auf den Fachwerkträgern liegt der leicht auskragende Unterbau einer zweispurigen Straße mit beiderseitigen Gehwegen.
Die Brücke beginnt und endet in einem weiten Bogen, sodass die Zugreisenden kurzzeitig einen Blick auf die volle Länge der Brücke haben. Die Fachwerkbrücke selbst ist 2.775 m lang und besteht aus 27 Brückenfeldern auf doppelten Pfeilern im Achsabstand von 95,5 m und 4 Feldern in der östlichen Kurve mit Achsabständen von 48,8 m. An beiden Enden befinden sich aufgeständerte Vorbrücken; insbesondere die oben liegende Straße wird über lange Rampen wieder auf das Niveau der flachen Umgebung geführt.
Die Brücke wurde von der staatseigenen Braithwaite, Burn & Jessop Construction Company gebaut.

## Godavari Arch Bridge (1997)

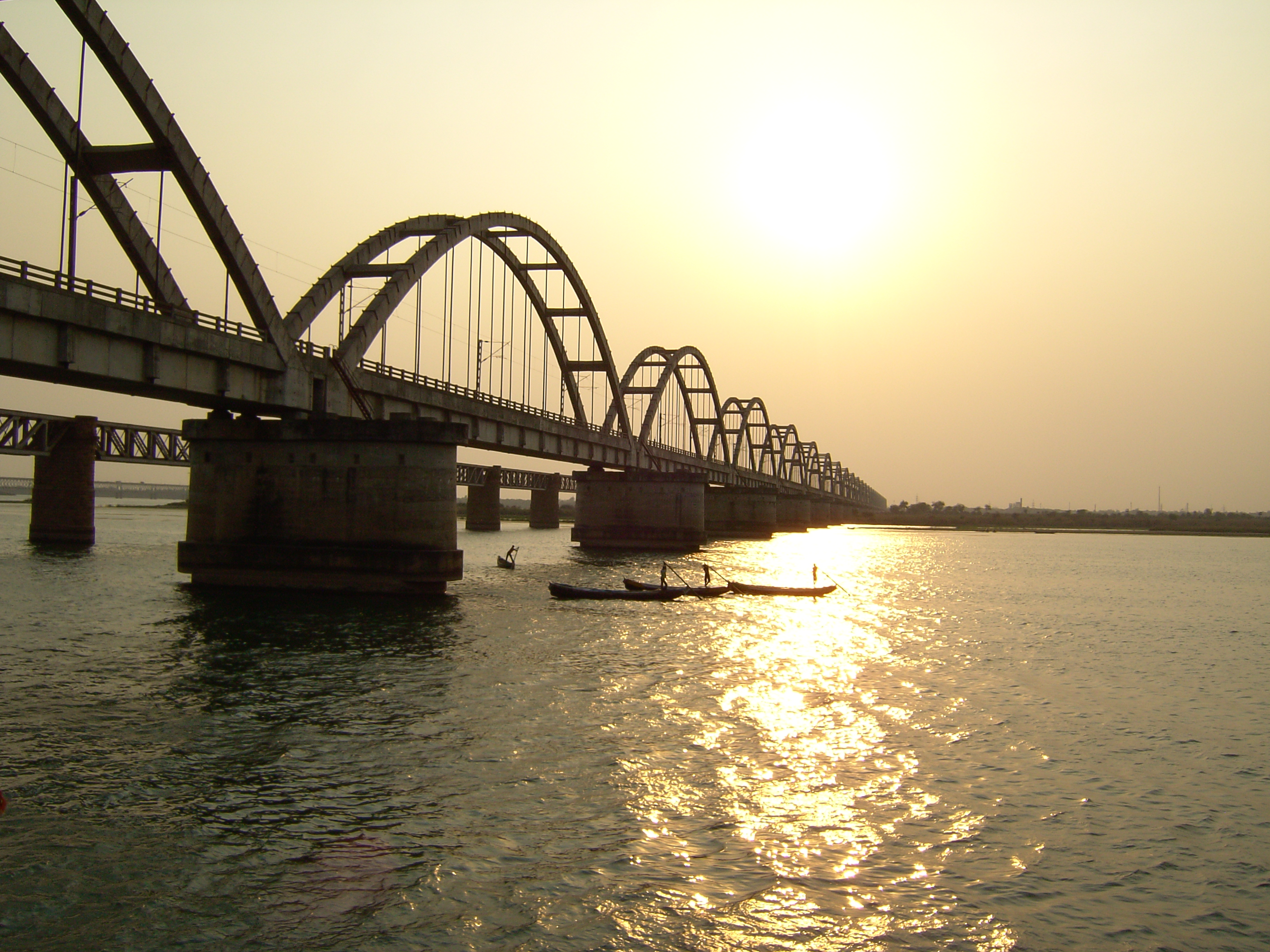
Godavari Arch Bridge

Als Ersatz für die alte Godavari Brücke wurde in den Jahren 1991 bis 1997 im Abstand von 50 m exakt parallel zu ihr die eingleisige Godavari Arch Bridge gebaut, die für einen Schienenverkehr mit 160 km/h ausgelegt wurde. Sie hat mit 97,55 m (320 ft) doppelt so große Pfeilerachsabstande wie die alte Brücke und deshalb nur halb so viele, also 28 Brückenfelder. Ihre Betonpfeiler stehen exakt in einer Linie mit jedem zweiten der Pfeiler der alten Brücke. Sie sind breit genug, um eine weitere Brücke mit einem zweiten Gleis aufnehmen zu können.
Ursprünglich war eine Fachwerkbrücke in der Art der Vorgängerin vorgesehen. Während der Planungsphase wurde jedoch eine Betonbrücke gewählt, die angesichts des hohen Stahlpreises deutlich günstiger war.
Die Brücke besteht aus einer Reihe von 28 doppelten Stahlbetonbögen nach dem System des Langerschen Balkens, an denen eine Brückentafel aus Spannbeton aufgehängt ist, die mit den Bögen verankert ist und dadurch die Druckkräfte der Bögen aufnimmt. Das Profil der Stahlbetonbögen entspricht einer Parabel. Sie sind einheitlich 80 cm breit, während die Stärke der Bögen von 170 cm am Bogenfuß auf 115 cm am Scheitel abnimmt. Ihr seitlicher Abstand beträgt 5,60 m, über den hinweg sie mit unterschiedlich breiten Vierendeelträgern verbunden sind. Das Brückendeck ist ein Hohlkasten aus einer 6,39 m breiten Deck- und einer 5,20 m breiten Bodenplatte. Der Hohlkasten ist mehrfach durch Querstege unterteilt und versteift.
Beim Bau wurden auf den Pfeilern senkrechte Hilfsträger aufgestellt, an denen die im Freivorbau betonierten Bogenhälften abgespannt wurden. Nachdem die Bögen fertiggestellt und die Hänger montiert waren, wurde die Schalung für die Brückendecks an ihnen aufgehängt. Der Hohlkasten wurde dann in verschiedenen Abschnitten so betoniert, dass die Bögen möglichst gleichmäßig belastet wurden.
Die Brücke wurde von dem Schweizer Büro BBR geplant, Prüfingenieure waren Leonhardt, Andrä und Partner; gebaut wurde sie von der Hindustan Construction Company.
Nach der Eröffnung zeigte sich eine Senkung des Pfeilers Nr. 27 am westlichen Ende über das zulässige Maß hinaus. Nachdem weitere Untersuchungen ergeben hatten, dass die Setzung des Pfeilers zum Stillstand gekommen war, wurde das Brückendeck mit hydraulischen Pressen angehoben und die fehlende Höhe des Pfeilers mit einem Spezialzement ausgeglichen.